# Deduktomino

Przykładowa łamigłówka zbudowana z kamieni domina.

Tablica liczb odpowiadająca układowi powyżej, w której należy odtworzyć granice pomiędzy kamieniami.

Deduktomino lub Dominosa Omnibus – rodzaj łamigłówki polegający na odtworzeniu granic pomiędzy kamieniami domina, z których ułożono prostokąt (diagram zawiera tylko oczka poszczególnych kamieni, w postaci układów kropek albo – w uproszczeniu – liczb).
Martin Gardner pisał, że dowiedział się o tej układance od Lecha Pijanowskiego.
Istnieją dowody na to, że łamigłówka była znana wcześniej.

## Linki
- Oskar Samuel Adler, Fritz Jahn: Sperrdomino oder das alte Dominospiel zu zweien und Dominosa, neue Dominospiele zur Selbstunterhaltung. Züllchow b. Stettin Züllchower Anstalten, 1912; 1918; 1920; 1924.
- Is Dominosa NP-Hard?. Computer Science Stack Exchange, 2013. (ang.).